# Siegfried IV. von Boyneburg
Siegfried IV. von Boyneburg, auch von Homburg (* um 1095; † 27. April 1144) aus dem Hause Northeim war Graf von Boyneburg (1107–1144) und Vogt der Klöster Corvey, Bursfelde und Helmarshausen. Er war der einzige Sohn des Grafen Siegfried III. von Boyneburg aus dem Hause Northeim und der Adelheid Gräfin von Holstein.
Um 1129 stiftete er das Kloster Amelungsborn, das älteste noch bestehende Zisterzienserkloster in Deutschland. Er baute die Homburg bei Oldendorp (dem heutigen Stadtoldendorf), nahe dem Kloster Amelungsborn gegenüber der Burg der Grafen von Everstein.
Am 8. November 1141 verlieh Siegfried dem Benediktinerkloster Northeim verschiedene Rechte und bestätigte darüber hinaus dessen Besitz (wie Tiftlingerode in der Nähe Duderstadts) in der Absicht, das Kloster Northeim vor Ansprüchen des Erzbischofs von Mainz und vor Übergriffen des Grafen von Dassel zu schützen.
1143 stiftete er noch die Zisterzienserabtei Otterberg nördlich von Kaiserslautern, die er mit den Liegenschaften der Otterburg ausstattete.
Mit Siegfried IV. von Boyneburg starben die Northeimer im Mannesstamm 1144 aus.